# Aulacaspis fuzhouensis
Aulacaspis fuzhouensis är en insektsart som beskrevs av Tang 1986. Aulacaspis fuzhouensis ingår i släktet Aulacaspis och familjen pansarsköldlöss. Inga underarter finns listade i Catalogue of Life.